# Nicolas Schmid
Nicolas Schmid (Linz, 22 febbraio 1997) è un calciatore austriaco, portiere del Portsmouth.

## Carriera

### Club
Schmid è cresciuto nel settore giovanile del LASK e dal 2015 al 2018 ha giocato come portiere titolare nella seconda squadra impegnata in Regionalliga, il Juniors OÖ.
Nel 2018 è stato ceduto al Blau-Weiß Linz dove ha debuttato nel calcio professionistico il 21 luglio in ÖFB-Cup contro lo Stadl-Paura.
Il 21 agosto 2024 viene acquistato dal Portsmouth. Esordisce con il club il 5 ottobre seguente nel pareggio per 1-1 contro l'Oxford Utd.

### Nazionale
Ha giocato nella nazionale austriaca Under-19.

## Statistiche

### Presenze e reti nei club
Statistiche aggiornate al 6 aprile 2024.
| Stagione        | Squadra         | Campionato      | Campionato | Campionato | Coppe nazionali | Coppe nazionali | Coppe nazionali | Coppe continentali | Coppe continentali | Coppe continentali | Altre coppe | Altre coppe | Altre coppe | Totale | Totale | Totale |
| Stagione        | Squadra         | Comp            | Pres       | Reti       | Comp            | Pres            | Reti            | Comp               | Pres               | Reti               | Comp        | Pres        | Reti        | Pres   | Reti   |        |
| --------------- | --------------- | --------------- | ---------- | ---------- | --------------- | --------------- | --------------- | ------------------ | ------------------ | ------------------ | ----------- | ----------- | ----------- | ------ | ------ | ------ |
| 2015-2016       | LASK Juniors OÖ | RL              | 17         | -25        |                 | -               | -               |                    | -                  | -                  |             | -           | -           | 17     | -25    |        |
| 2016-2017       | LASK Juniors OÖ | RL              | 17         | -27        |                 | -               | -               |                    | -                  | -                  |             | -           | -           | 17     | -27    |        |
| 2017-2018       | LASK Juniors OÖ | RL              | 16         | -29        |                 | -               | -               |                    | -                  | -                  |             | -           | -           | 16     | -29    |        |
| 2018-2019       | Blau-Weiß Linz  | 2L              | 1          | -3         | CA              | 1               | -1              |                    | -                  | -                  |             | -           | -           | 2      | -4     |        |
| 2019-2020       | Blau-Weiß Linz  | 2L              | 11         | -18        | CA              | 1               | -4              |                    | -                  | -                  |             | -           | -           | 12     | -22    |        |
| 2020-2021       | Blau-Weiß Linz  | 2L              | 28         | -29        | CA              | 1               | -2              |                    | -                  | -                  |             | -           | -           | 29     | -31    |        |
| 2021-2022       | Blau-Weiß Linz  | 2L              | 29         | -27        | CA              | 0               | 0               |                    | -                  | -                  |             | -           | -           | 29     | -27    |        |
| 2022-2023       | Blau-Weiß Linz  | 2L              | 29         | -27        | CA              | 3               | -4              |                    | -                  | -                  |             | -           | -           | 32     | -31    |        |
| 2023-2024       | Blau-Weiß Linz  | BL              | 25         | -38        | CA              | 1               | -1              |                    | -                  | -                  |             | -           | -           | 26     | -39    |        |
| Totale carriera | Totale carriera | Totale carriera | 173        | -223       |                 | 7               | -12             |                    | -                  | -                  |             | -           | -           | 180    | -235   |        |

## Palmarès

### Club

#### Competizioni nazionali
- 2. Liga: 3

LASK Linz: 2015-2016
Blau-Weiß Linz: 2020-2021, 2022-2023